# Fraščićev psaltir
Fraščićev psaltir (OENB, Cod. slav. 77) je psaltir iz 1463. pisan glagoljicom na 132 lista papira i pergamene. Napisao ga je u Lindaru glagoljaš Petar Fraščić.  Čuva se u Nacionalnoj knjižnici u Beču.

## Poveznice
- Psaltir

## Vanjske poveznice
Digitalna reprodukcija izvornika pohranjenog u Nacionalnoj knjižnici u Beču, Austrija (OENB, Cod. slav. 77).